# Супранович Микита Віталійович
Микита Віталійович Супранович (біл. Мікіта Супрановіч, нар. 27 лютого 2001, Вілейка, Білорусь) — білоруський футболіст, захисник борисовського БАТЕ та молодіжної збірної Білорусі.

## Клубна кар'єра
Вихованець футбольної школи ДЮСШ-2 міста Борисова, перший тренер — Олександр Володимирович Жуйков.. З 2018 року розпочав виступати в дублі ФК БАТЕ в першості дублерів. За першу команду борисовчан дебютував 29 серпня 2020 року в переможному (5:0) виїзному поєдинку кубку Білорусі проти микашевицького «Граніта». Микита вийшов на поле на 78-ій хвилині, замінивши Якова Філіповича. У Вищій лізі Білорусі за БАТЕ дебютував 14 березня 2021 року в переможному (3:0) домашньому поєдинку 1-го туру проти «Слуцька». Супранович вийшов на поле на 87-ій хвилині, замінивши Павла Рибака. 

## Кар'єра в збірній
У футболці юнацької збірної Білорусі (U-19) дебютував 15 жовтня 2019 року в переможному (2:0) виїзному поєдинку юнацького чемпіонату Європи (U-19) проти однолітків з Андорри. Микита вийшов на поле в стартовому складі та відіграв увесь матч. 
Викликається також і в молодіжну збірну Білорусі, у футболці якої дебютував 26 березня 2021 року в Єревані в товариському матчі проти однолітків з Вірменії.

## Досягнення
БАТЕ (Борисов)
- Білоруська футбольна вища ліга
  -  Срібний призер (1): 2020

- Суперкубок Білорусі
  -  Фіналіст (1): 2021

- Кубок Білорусі
  -  Володар (1): 2021